# František Ogurčák
František Ogurčák (né le 24 avril 1984 à Spišská Nová Ves, alors en Tchécoslovaquie) est un joueur slovaque de volley-ball. Il mesure 1,98 m et joue réceptionneur-attaquant. Il totalise 94 sélections en équipe de Slovaquie.

## Clubs
| Club                | De        | À         |
| ------------------- | --------- | --------- |
| VSK Púchov          | 2002-2003 | 2003-2004 |
| VK Kladno           | 2004-2005 | 2006-2007 |
| Knack Roulers       | 2007-2008 | 2007-2008 |
| Bassano Volley      | 2008-2009 | 2008-2009 |
| Pérouse Volley      | 2009-2010 | 2009-2010 |
| Pallavolo Gênes     | 2010-2011 | 2010-2011 |
| Volley Trévise      | 2011-2012 | 2011-2012 |
| Pallavolo Plaisance | 2012-2013 | 2012-2013 |
| Callipo Sport       | 2013-2014 | ...       |

## Palmarès
- Ligue européenne (1)
  - Vainqueur : 2008
- Challenge Cup (2)
  - Vainqueur : 2010, 2013
- Championnat d'Italie
  - Finaliste : 2013
- Championnat de Belgique (1)
  - Vainqueur : 2007
- Championnat de République tchèque (1)
  - Vainqueur : 2005
  - Finaliste : 2006
- Championnat de Slovaquie (1)
  - Vainqueur : 2003
  - Finaliste : 2004
- Coupe de Belgique
  - Finaliste : 2007
- Coupe de Slovaquie (1)
  - Vainqueur : 2003
- Supercoupe de Belgique (1)
  - Vainqueur : 2007